# Jerry Bruckheimer
Jerome Leon "Jerry" Bruckheimer (Detroit (Michigan), 21 september 1943) is een Joods-Amerikaanse televisie- en filmproducent, voornamelijk bekend van actie- en avonturenfilms als Beverly Hills Cop, Top Gun, The Rock, Con Air, Armageddon, Pearl Harbor, Pirates of the Caribbean en Prince of Persia en misdaadseries als CSI: Crime Scene Investigation.

## Levensloop
Bruckheimer is de zoon van Joods-Duitse immigranten. Op jonge leeftijd ontwikkelde hij een passie voor film en fotografie. Na psychologie te hebben gestudeerd aan de Universiteit van Arizona vertrok hij naar New York, waar hij een baantje vond in de reclamewereld. Hij produceerde toen onder andere enkele televisiereclames. Later vertrok hij naar Los Angeles om daar in de film te werken.
Jerry Bruckheimer is tweemaal getrouwd geweest.

## Filmproducent
De films van Bruckheimer worden gekenmerkt door veelvuldig gebruik van explosies, stunts en special effects. Andere kenmerken zijn dat de producent meestal bekende sterren in z'n films laat spelen en dat hij vaak samenwerkt met regisseurs als Michael Bay en Tony Scott, voormalige regisseurs van videoclips. Bruckheimer staat erom bekend heel strak de artistieke leiding te hebben.
Bruckheimer behoort tot de duurste producenten van het hedendaagse Hollywood: zijn meest recente films kosten gemiddeld zo'n 140 miljoen dollar. Een aantal van zijn films (zoals Pearl Harbor met 190 miljoen) behoren tot de tien duurste films aller tijden. Tegelijkertijd is Jerry Bruckheimer ook een van de hardst werkende producenten van Hollywood: hij maakt zo'n drie films per jaar en is daarnaast ook nog actief in verscheidene televisieseries. Het harde werken wordt beloond, want Bruckheimer is ook een van de machtigste en succesvolste producenten van Hollywood: zijn films hebben bij elkaar zo'n 4 miljard dollar opgebracht. In tegenstelling tot de hoge bezoekersaantallen krijgen Bruckheimers films vaak slechte kritieken.
Na eerst te hebben gewerkt met regisseurs Dick Richards (The Culpepper Cattle Co., Farewell, My Lovely en March or Die) en Paul Schrader (American Gigolo en Cat People) begon hij begin jaren tachtig een samenwerking met producer Don Simpson bij Paramount. De meeste van de films die zij maakten, zijn grote "popcornfilms" met veel actie, special effects, een soundtrack en acteurs, die zelden goede kritieken kregen, maar wel populair bleken bij het grote publiek. Hun eerste film was Flashdance uit 1983, over een arme lasser die ervan droomt balletdanseres te worden. Het zou een van de meest succesvolle films van dat jaar worden, waardoor hun naam was gevestigd. Andere grote hits van het team waren de Beverly Hills Cop-reeks en Top Gun, die van hun hoofdrolspelers (respectievelijk Eddie Murphy en Tom Cruise) grote sterren maakte. Ook maakte hij met Cruise de film Days of Thunder uit 1990. Veel van deze films werden geregisseerd door Tony Scott.
In 1990 verlieten Bruckheimer en Simpson Paramount voor Hollywood Pictures van Disney. De eerste jaren waren ze weinig productief, om in 1995 terug te keren met drie films: Dangerous Minds, Bad Boys en Crimson Tide. Bad Boys zou de eerste samenwerking zijn van Bruckheimer met regisseur Michael Bay, die later nog veel van zijn films zou regisseren. De laatste film die Bruckheimer en Simpson samen zouden produceren was The Rock van Bay uit 1996. Aan het eind van 1995, nadat de productie voor The Rock was afgerond, ontbond Bruckheimer hun samenwerking. Een maand later overleed Simpson op 52-jarige leeftijd aan natuurlijke oorzaken.
Alleen was Bruckheimer eveneens succesvol. Zijn eerste film, Con Air uit 1997, was zeer succesvol, en Armageddon uit 1998 was een van de meest winstgevende films van dat jaar. Eveneens succesvol waren films als Enemy of the State, Gone in Sixty Seconds, Coyote Ugly en Remember the Titans. In 2001 maakte hij met Bay Pearl Harbor, een dure romantische actiefilm over de aanval op Pearl Harbor in de Tweede Wereldoorlog. De film werd slecht ontvangen bij de critici en bracht minder op in de bioscopen dan verwacht werd. Later dat jaar bracht hij Black Hawk Down uit, geregisseerd door Ridley Scott. De film zou twee Oscars winnen, voor beste montage en beste geluid.
Latere films van hem zijn onder andere het politieke drama Veronica Guerin, King Arthur en National Treasure. Zijn meest succesvolle recente film was Pirates of the Caribbean: The Curse of the Black Pearl uit 2003. Deze film, geregisseerd door Gore Verbinski met Johnny Depp, Keira Knightley en Orlando Bloom in de hoofdrollen, bracht wereldwijd meer dan $650 miljoen op en werd genomineerd voor vijf Oscars. Tevens is er een op de film gebaseerde videogame uitgebracht in 2003 en een filmvervolg in 2006 (Pirates of the Caribbean: Dead Man's Chest), 2007 (Pirates of the Caribbean: At World's End) en 2011 (Pirates of the Caribbean: On Stranger Tides).
In 2013 kreeg Bruckheimer een ster op de Hollywood Walk of Fame.

## Televisieproducent
Sinds 1997 is Bruckheimer tevens actief op televisie, maar vanaf 2001 breekt hij ook hier door. Dat jaar beginnen twee door hem bedachte series, de reality-gameshow The Amazing Race en de politiedrama CSI: Crime Scene Investigation. Vooral de laatste serie is zeer succesvol: de serie is een van de bestbekeken televisieprogramma's in de Verenigde Staten en wordt over de gehele wereld uitgezonden. Ook heeft Bruckheimer twee spin-offs geproduceerd, evenals enkele verwante advocatenseries en politieseries als Without a Trace (vanaf 2002) en Cold Case (vanaf 2003).

## Filmografie

### Film
- The Culpepper Cattle Company (1972) – associate producer
- Farewell, My Lovely (1975)
- March or Die (1977)
- Defiance (1980)
- American Gigolo (1980)
- Thief (1981)
- Cat People (1982)
- Flashdance (1983)
- Beverly Hills Cop (1984)
- Thief of Hearts (1984)
- Top Gun (1986)
- Beverly Hills Cop II (1987)
- Days of Thunder (1990)
- The Ref (1994)
- Dangerous Minds (1995)
- Crimson Tide (1995)
- Bad Boys (1995)
- The Rock (1996)
- Con Air (1997)
- Armageddon (1998)
- Enemy of the State (1998)
- Max Q (televisiefilm, 1998) – uitvoerend producent
- Swing Vote (televisiefilm, 1999) – uitvoerend producent
- Remember the Titans (2000)
- Coyote Ugly (2000)
- Gone in 60 Seconds (2000)
- Pearl Harbor (2001)
- Black Hawk Down (2001)
- Bad Company (2002)
- Pirates of the Caribbean: The Curse of the Black Pearl (2003)
- Bad Boys 2 (2003)
- Veronica Guerin (2003)
- Kangaroo Jack (2003)
- National Treasure (2004)
- King Arthur (2004)
- Fearless (televisiefilm, 2004) – uitvoerend producent
- Pirates of the Caribbean: Dead Man's Chest (2006)
- Déjà Vu (2006)
- Glory Road (2006)
- Pirates of the Caribbean: At World's End (2007)
- National Treasure: Book of Secrets (2007)
- Confessions of a Shopaholic (2009)
- G-Force (2009)
- Prince of Persia: Sands of Time (2010)
- The Sorcerer's Apprentice (2010)
- Pirates of the Caribbean: On Stranger Tides (2011)
- The Lone Ranger (2013)
- Deliver Us from Evil (2014)
- Pirates of the Caribbean: Dead Men Tell No Tales (2017)
- Gemini Man (film) (2019)
- Bad Boys For Life (2020)
- Top Gun: Maverick (2022)
- F1 (2025)

### Televisieseries
- Soldier of Fortune, Inc. (1998–1999)
- CSI: Crime Scene Investigation (2000–2015)
- The Amazing Race (2001–heden)
- CSI: Miami (2002–2012)
- Without a Trace (2002–2009)
- Skin (2003)
- Cold Case (2003–2010)
- Profiles from the Front Line (2003)
- CSI: NY (2004–2013)
- E-Ring (2005–2006)
- Close to Home (2005–2007)
- Just Legal (2005–2006)
- Modern Men (2006)
- Justice (2006)
- Eleventh Hour (2008–2009)
- The Forgotten (2009–2010) – uitvoerend producent
- Dark Blue (2009–2010) – uitvoerend producent
- Miami Medical (2010) – uitvoerend producent
- Chase (2010–2011)
- The Whole Truth (2010–2011) – uitvoerend producent
- Hostages (2013–2014) – uitvoerend producent
- Lucifer (2015–heden) – uitvoerend producent